# Henk Vogels
Henk Vogels (n. 31 de julio de 1973) es un exciclista australiano cuyo último equipo fue el Toyota-United Pro Cycling Team. Pasó a profesional en 1995 con el equipo Novell. Fue campeón de Australia en 1999, y se retiró al final de la temporada 2008.
Actualmente actúa como director deportivo del equipo ruso RusVelo.

## Palmarés
| 1994 (como amateur) - Tour de Olympia - 1 etapa del Rapport Toer 1995 - 1 etapa del Herald Sun Tour 1996 - 1 etapa de la Viena-Rabenstein-Gresten-Viena - 1 etapa del Herald Sun Tour 1997 - Dúo Normando (haciendo pareja con Cyril Bos) 1999 - Campeonato de Australia en Ruta 2000 - Commerce Bank International Championship - Clásica de Alcobendas - Fitchburg Longsjo Classic, más 1 etapa - 1 etapa de la Vuelta a Asturias - 1 etapa de la Vuelta a La Rioja - 1 etapa del Herald Sun Tour | 2001 - Tour de Beauce. más 1 etapa - 2 etapas del Herald Sun Tour 2002 - Commerce Bank International Championship - 1 etapa del Tour de Beauce - 1 etapa del Herald Sun Tour 2003 - 1 etapa del Tour de Georgia 2006 - 3.º en el Campeonato de Australia en Ruta 2008 - 1 etapa del Tour de Gila |

## Resultados en las grandes vueltas
| Carrera              | 1994 | 1995  | 1996 | 1997 | 1998 | 1999  | 2000 | 2001 | 2002  | 2003 | 2004 | 2005  | 2006  | 2007 | 2008 |
| -------------------- | ---- | ----- | ---- | ---- | ---- | ----- | ---- | ---- | ----- | ---- | ---- | ----- | ----- | ---- | ---- |
| Giro de Italia       | -    | -     | -    | -    | -    | -     | -    | -    | -     | -    | -    | 136.º | 145.º | -    | -    |
| Tour de Francia      | -    | -     | -    | 99.º | -    | 121.º | -    | -    | -     | -    | -    | -     | -     | -    | -    |
| Vuelta a España      | -    | 114.º | -    | -    | Ab.  | -     | -    | -    | -     | -    | -    | -     | -     | -    | -    |
| Mundial en Ruta      | -    | -     | -    | -    | 38.º | -     | -    | -    | 120.º | -    | -    | 94.º  | -     | -    | -    |
| Mundial Contrarreloj | 8.º  | -     | -    | 16.º | -    | -     | -    | -    | -     | -    | -    | -     | -     | -    | -    |

-: no participa

Ab.: abandono

F.c.: descalificado por "fuera de control"